# Полтора-Кожуха, Карп
Карп Полтора́-Кожуха́ (укр. Карпо Півтора-Кожуха; ум. 1642 год) — запорожский гетман, руководитель казацких отрядов, боровшихся против Польши в 1639—1642 годах.

## Биография
После пленения и казни поляками в 1638 году гетмана Войска Запорожского Якова Остраницы, Полтора-Кожуха был избран гетманом и в том же году поднял восстание против Польши.
В 1638 году Войска Полтора-Кожуха встретились с польскими войсками под командованием князя Яремы Вишневецкого на реке Мерле. В ходе битвы казаки потерпели поражение. С остатками войска Полтора-Кожуха отошёл в степи. Путь на Сечь был отрезан.
В течение 1639—1642 года Полтора-Кожуха вел против польских войск партизанскую войну, заманив их в безлюдные степи на границе Украины и Крымских земель. Не имея провианта и теплой одежды, поляки несли потери в стычках с отрядами гетмана в то время, как казаки захватывали в плен поляков и обменивали их у татар на скот и провиант. В течение трех лет казаки вели против польской армии неравную борьбу.
В это же время, по просьбе Крымского хана Полтора-Кожуха помог татарам отразить нападение калмыцкой орды и отогнать последних за Волгу.
Беспрерывная борьба и ночлеги под открытым небом в любую погоду и любое время года сказались на здоровье гетмана и в 1642 году Полтора-Кожуха умер от болезней. По преданию в пустынной степи не нашлось досок на гроб и гетман был похоронен казаками в бочке из под горилки у Каменного затона.